# Ден (телевизия)
Ден ТВ е бивш български телевизионен канал.

## История
Стартира през 2000 г. след преименуването на Юниън телевижън. Освен ЮТВ са преименувани и нейните регионални канали. Те започват излъчване като Телевизия „Ден - Добрич“, „Ден - Разград“, „Ден - Сливен“, „Ден - Търговище“, „Ден - Хасково“.
Междувременно от София стартира телевизия „Ден“, собственост на „Юниън телевижън“ АД с управител Денка Иванова. Неин главен продуцент е Бойко Станкушев, програмен директор - Теодор Янев, главен редактор на новините - Уляна Пръмова. Новините на телевизията са с водещи Мартина Ганчева, Марин Маринов и Юксел Кадриев. На 6 ноември 2003 г. Съветът за електронни медии заличава регистрацията на Ден ТВ на „Юниън телевижън“ АД. Като причина са посочени нарушения в предаването „От телефон до микрофон“, в което, според председателя на СЕМ Райчо Райков разпалва етническа вражда. През 2004 г. са закрити и регионалните канали на медията..

## Предавания
- „Без илюзии“ с Бойко Станкушев
- „СтоЛица“ с Лара Береану
- „От телефон до микрофон“ с Ник Щайн
- „Флирт шоу“ с Йоанна Христова
- „Памет българска“ с Божидар Димитров
- „Сблъсък“ с Иван Христов и Андрей Арнаудов
- „Междинна станция“ с Иван Христов и Андрей Арнаудов
- Програма на американската телевизия WorldNet (след 1 часа през нощта).[1]
- „Търси се...“ с Меги Димчева и Нели Хаджийска
- „Християнството“